# Birendra av Nepal
Birendra, eller Birendra Bir Bikram Shah Dev, född 28 december 1945 i Kathmandu, död 1 juni 2001 i Kathmandu, var Nepals kung från 1972 till 2001. Birendra, hans hustru Aishwarya samt större delen av deras familj dödades i ett familjedrama inne i kungliga palatset i Kathmandu den 1 juni 2001, då Birendras äldste son kronprins Dipendra sköt ihjäl dem.

## Utmärkelser
- Victoriakedjan,  1975
- Karl III:s orden,  19 september 1983[2]
- Förbundsrepubliken Tysklands förtjänstorden - storkors av särskilda klassen,  1986
- Storkorset med kedja av Finlands Vita Ros orden,  8 september 1989[3]
- Storkorset av Nederländska Lejonorden
- Storkors av Hederslegionen
- Miljon elefanter och vitt parasoll-orden
- Rajamitrabhornorden
- 23 augusti-orden
- Nishan-e-Pakistan
- Nilorden
- Chilenska förtjänstorden
- Jugoslaviska Stjärnans orden
- Kedja av Krysantemumorden
- Storkorset av Rumänska Stjärnans orden
- Elefantorden
- Tri Shakti Patta-orden
- Gorkha Dakshina Bahu-orden
- Nepals stjärnorden
- Dannebrogorden

[Redigera Wikidata]